# جلال آتیک
جلال آتیک (ترکی استانبولی: Celal Atik؛ ۱۹۲۰ – ۲۷ آوریل ۱۹۷۹) کشتی‌گیر آزاد اهل ترکیه بود.
وی همچنین برندهٔ جوایزی همچون لژیون دونور شده‌است.
وی در مسابقات کشوری و بین‌المللی در مجموع برندهٔ ۴ مدال طلا، ۱ مدال نقره، ۱ مدال برنز شده‌است.